# El Carmen (Ekwador)
El Carmen – miasto położone w północno-zachodnim Ekwadorze, w prowincji Manabí. Stolica kantonu El Carmen.

## Opis
Miasto znalazło się wśród najbardziej dotkniętych przez trzęsienie ziemi w roku 2016.
Obecnie El Carmen jest ośrodkiem przemysłu spożywczego. Przez miejscowość przebiega droga krajowa E38 i E382.